# Мирзям
Мирзя́м (тат. Мирҗәм) — деревня в Арском районе Республики Татарстан, в составе Апазовского сельского поселения.

## География
Деревня находится на реке Сарда, на границе с Республикой Марий Эл, в 42 км к северу от районного центра, города Арска.

## История
Деревня известна с 1678 года. Первоначальное название — Менгер.
В XVIII — первой половине XIX века жители относились к сословию государственных крестьян. Основные занятия жителей в этот период — земледелие и скотоводство.
В «Списке населенных мест по сведениям 1859—1873 годов», изданном в 1876 году, населённый пункт упомянут как казённая деревня Мерзянь Малмыжского уезда Вятской губернии. Располагалась при речке Сарде, по левую сторону торговой дороги из Казани в Уржум, в 51 версте от уездного города Малмыжа. В деревне, в 48 дворах жили 325 человек (165 мужчин и 160 женщин), была мечеть.
В конце XIX века земельный надел сельской общины составлял 848,2 десятины.
В 1930 году в деревне организован колхоз «Кызыл корэшче».
До 1920 года деревня входила в Арборскую волость Малмыжского уезда Вятской губернии. С 1920 года в составе Арского кантона ТАССР. С 10 августа 1930 года в Тюнтерском (со 2 марта 1932 года — Балтасинский), с 10 февраля 1935 года в Кзыл-Юлском (с 18 июля 1956 года — Тукаевский), с 1 февраля 1963 года в Арском районах.

## Население
| 1859 | 1884 | 1905 | 1920 | 1926 | 1938 | 1949 | 1958 | 1970 | 1979 | 1989 | 2002 | 2010 | 2015 |
| ---- | ---- | ---- | ---- | ---- | ---- | ---- | ---- | ---- | ---- | ---- | ---- | ---- | ---- |
| 325  | 395  | 268  | 564  | 554  | 543  | 425  | 433  | 438  | 332  | 252  | 278  | 237  | 228  |

Национальный состав деревни: татары.

## Известные уроженцы
Г. А. Асхадуллин (1928—2013) — фрезеровщик, Герой Социалистического Труда.
Д. Х. Галимова (р. 1932) — свинарка, Герой Социалистического Труда.
Г. А. Кашафутдинов (1931—2002) — ветеринарный фармаколог, токсиколог, доктор ветеринарных наук.
Н. С. Сафин (1921—1987) — Герой Советского Союза, кавалер орденов Ленина (дважды), Отечественной войны 1-й и 2-й степеней. Его именем названы улицы в городах Казань, Арск, в деревне установлен бюст.

## Экономика
Жители занимаются полеводством, животноводством.

## Объекты культуры
В деревне действуют клуб.

## Религиозные объекты
Мечеть (с 1996 года).